# إيملي كارتر
إيملي كارتر (بالإنجليزية: Emily Carter)‏ هي كاتِبة أمريكية، ولدت في 1960.

## وصلات خارجية
- إيملي كارتر على موقع إن إن دي بي (الإنجليزية)